# Kanton Bordeaux-8
Bordeaux-8 is een voormalig kanton van het Franse departement Gironde. Het kanton maakte deel uit van het arrondissement Bordeaux.
Het kanton omvatte uitsluitend een deel van de gemeente Bordeaux.